# Coelomera helenae
Coelomera helenae es un coleóptero de la familia Chrysomelidae.
Fue descrita científicamente en 1987 por Jolivet.